# Bracia Standish
Colin D. Standish oraz Russell Roland Standish (urodzeni 27 października 1933; Russell zmarł 2 maja 2008) są bardzo konserwatywnymi bliźniakami, „historycznymi” adwentystami dnia siódmego. Mówi się o nich często jako o braciach Standish. Napisali razem wiele książek, które zostały opublikowane przez Instytut Hartland.

## Życiorys
Małżeństwu Darcy Rowland Standish (1912-1997) oraz Hilda Marie Joyce Standish nee Bailey (1912-1974) 27 października 1933 roku urodziły się bliźniaki. Ich rodzinnym miastem był Newcastle, Nowa Południowa Walia w Australii. W 1951 roku jako siedemnastolatkowie byli pod wrażeniem spotkania ewangelicznego w Newcastle prowadzonego przez George’a Burnside’a. Zostali ochrzczeni przez pastora R.A.R. Thrifta.
Studiowali na Avondale College w 1950/1951 studiując przede wszystkim naukę ogólną, i ukańczając „Podstawowy kurs teologiczny”. Spotkali Desmonda Forda, który w 1950 był na ostatnim roku studiów, i, podczas gdy w późniejszym czasie bracia byli bardzo krytyczni w stosunku do jego teologii, „szanowali go naprawdę bardzo wysoko. On był utalentowanym mówcą nawet w tamtym czasie i posiadał kolosalną wiedzę biblijną. Jego pobożny charakter był widoczny w tamtym okresie..."
Colin był pisarzem oraz zarządcą, jak również założycielem i prezesem Hartland College. Otrzymał stopień doktora z psychologii na Uniwersytecie w Sydney w Australii. Zajmował się pracą akademicką oraz administracyjną na Avondale Collego, West Indies College (teraz Northern Caribbean University) oraz Columbia Union College. Został wyświęcony do służby kaznodziejskiej 17 kwietnia 1971 roku.
Russel był lekarzem oraz pisarzem w Australii. Ukończył szkolenie medyczne na Uniwersytecie w Sydney w Australii i pracował jako administrator szpitala oraz jako misjonarz w południowo-wschodniej Azji oraz w Australii. Został wyświęcony 6 grudnia 1980 roku. Był założycielem Remnant Ministries i udał się do Highwood.
W 2007 roku obaj byli prezenterami podczas konferencji poświęconej 50-leciu wydania książki "Questions on Doctrine" (Pytania o doktrynę), gdzie również rozdawano darmowe kopie ich referatów; każde przedstawione w formie książkowej.
Russel Standish zmarł w wypadku samochodowym w Milduri, Wiktoria, Australii 2 maja 2008 roku.

## Wierzenia
Bracia Standish byli bardzo długo wymownymi zwolennikami i płodnymi autorami „historycznego adwentyzmu”, byli też skrzydłem skrajnie konserwatywnym w Kościele Adwentystów Dnia Siódmego. Jako tacy krytykują to, co określają mianem „nową teologią” w kościele, w szczególności jawnie od 1957 roku poprzez publikację „Pytania o doktrynę”, która przybliżyła adwentystów do ewangelicznego głównego nurtu.
Mówiąc o „adwentystach dnia siódmego”, wierzyli, że „wśród nas znajduje się prawie powszechne wejście odstępstwa oraz wejście fałszywych standardów."

## Publikacje
Bracia Standish napisali wiele książek na temat teologii chrześcijańskiej oraz stylu życia, m.in.:
- Adventism Imperiled: Education in Crisis (1998)z Dennisem C. Blum
- Deceptions of the New Theology (1999)
- Education for Excellence - The Christian Advantage
- Evangelical (1997)
- Liberty in the Balance
- Swarming Independence (1996)
- The Big Bang Exploded (1998)
- The Greatest of All the Prophets (2004)
- The Mystery of Death (2003)
- The Pope's Letter and Sunday Law (1998)
- The Perils of Timesetting (1992)
- The Rapture and the Antichrist
- The Road to Rome (1992)
- The Sacrificial Priest: The Sanctuary Message (2002)
- The Second Coming - Fervent Hope or Faded Dream
- The Twenty-eight Fundamentals
- Why Members Leave the Seventh-day Adventist Church (2007)
- Winds of Doctrine
- Youth do you Dare

Napisane tylko przez Colina:
- Missionary to Jamaica
- Vision and Gods Providences: the Story of Hartland Institute

Napisane tylko przez Russela:
- Adventism Vindicated: The Doctrine of Righteousness by Faith (1998)
- Georgia Sits on Grandpa's Knee (1999)
- The Sepulchres are Whited (1992)

Zobacz "Standish & Standish books" na ich stronie internetowej.